# آلودگی آب در ایران

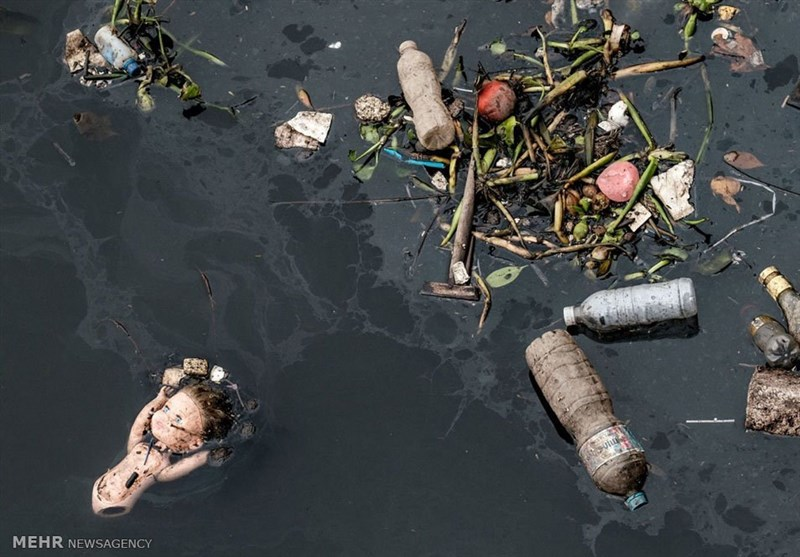
آلودگی آب در ایران به یک معضل تبدیل شده است.

آلودگی آب در ایران در ایران به یک معضل جدی زیست‌محیطی تبدیل شده است. رشد جمعیت، توسعه شهری و صنعتی بدون زیرساخت مناسب تصفیه، منجر به ورود فاضلاب‌های صنعتی و شهری، کودها و سموم کشاورزی به منابع سطحی و زیرزمینی شده است و ضعف قوانین، ناهماهنگی میان نهادها، و نبود سیستم نظارتی کارآمد، این مشکل را تشدید می‌کند. در حال حاضر بخش قابل توجهی از آب کشور به دلیل آلودگی قابل استفاده نیست و غیرمجاز برای شرب و استفاده شناخته شده است. سازمان حفاظت محیط زیست هشدار می‌دهند که حدود ۶۰ تا ۷۰ درصد رودخانه‌های کشور در وضعیت آلوده قرار دارند و انواع آلاینده‌ها (نظیر کودهای شیمیایی و فاضلاب شهری) این رودخانه‌ها را به خطر انداخته است.
همچنین به دلیل وجود چاه‌های مختلف در شهرها، هر گونه آلودگی در این چاه‌ها، از طریق آب‌های زیرزمینی رودخانه‌ها را آلوده می‌کند.
هم‌زمان با کاهش منابع آب سالم در ایران، بهره‌گیری از آب‌های آلوده یا «نامتعارف» مانند پساب فاضلاب‌های شهری و صنعتی در بخش کشاورزی گسترش یافته است. این موضوع دغدغه عمده‌ای برای سلامت عمومی، محیط‌زیست و امنیت غذایی کشور محسوب می‌شود.

## گستردگی پدیده
آبیاری مزارع با آبهای نامتعارف از نظر قانونی و بهداشتی ممنوع است، به خاطر آلودگی‌های میکروبی، شیمایی، وجود سموم و مواد صنعتی که در این آبها هستند می‌توانند انواع بیماری را منتقل کنند.
طبق گزارش کمیسیون اصل ۹۰ مجلس در تیر ۱۴۰۲ اعلام کرد که بیش از ۴۸ هزار هکتار از زمین‌های کشاورزی در ایران با آب نامتعارف آبیاری می‌شوند.
در استان‌هایی مانند تهران، اصفهان، کرمانشاه و دیگر مناطق، کشاورزان به‌دلیل خشکسالی و کمبود حق‌آبه به استفاده از منابع آب آلوده روی آورده‌اند.

## مقایسه با سایر کشورها
در گزارش، تجارب موفق برخی کشورها در مدیریت آلودگی منابع آب بررسی شده است:

### چین
با بازنگری قوانین مرتبط با آلودگی آب و اعمال سیاست‌های سختگیرانه، توانسته‌اند کیفیت آب‌های صنعتی و شرب را بهبود بخشند. برای مثال، قانون «پیشگیری و کنترل آلودگی آب» که در سال ۱۹۸۴ تصویب و چندین بار اصلاح شده است، ابزارهای مؤثری برای کنترل آلاینده‌ها فراهم کرده است.

### آمریکا
قانون «آب پاک» از قدمت بیش از نیم قرن برخوردار است و به‌طور خاص به کاهش آلودگی‌های ناشی از فعالیت‌های صنعتی و شهری پرداخته است. این قانون علاوه بر اعمال محدودیت‌ها، مشوق‌هایی برای اجرای فناوری‌های پاک ارائه می‌دهد.

### اتحادیه اروپا
با اجرای «چارچوب دستورالعمل آب»، به رویکرد مدیریت یکپارچه منابع آب پرداخته و استانداردهای سختگیرانه‌ای را برای کیفیت آب تعیین کرده است.

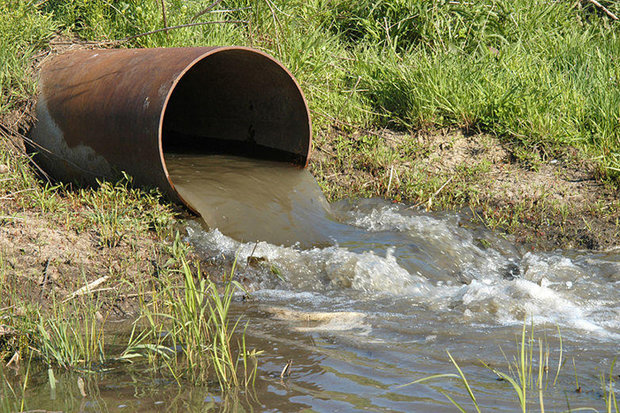

## منشأ آلودگی آب در ایران

### صنایع و پساب‌های صنعتی
صنایع پتروشیمی، نساجی، فلزکاری، کاغذسازی و معادن به‌طور گسترده، مواد شیمیایی، فلزات سنگین، روغن و گریس را بدون تصفیه کامل به منابع آبی می‌ریزند. این کار ضمن تخریب اکوسیستم، مخاطرات جدی برای سلامت انسان و محیط زیست دارد.

### کشاورزی سنتی و بی‌رویه
استفاده از کودهای شیمیایی و آفت‌کش‌ها توسط کشاورزان به‌ویژه در سیستم‌های آبیاری قدیمی، مانند آبیاری سطحی، موجب ورود مقادیر بالایی نیتروژن، فسفر، فلزات سنگین و رسوبات خاکی به آب‌های سطحی و زیرزمینی شده است.

### فاضلاب شهری و خانگی
تخلیه ناصحیح فاضلاب‌های شهری از طریق چاه‌های جذبی غیرمجاز یا تصفیه ناقص پساب‌ها، باعث نفوذ آلودگی به سفره‌های زیرزمینی شده است. همچنین مصرف گسترده مواد شوینده و داروها همراه با فاضلاب، تولید ترکیبات زیان‌آور زیستی و شیمیایی می‌کند.

### پسماند و شیرابه‌های زباله
انباشت غیربهداشتی زباله در شهرها و مناطق روستایی، منجر به تولید شیرآبههایی می‌شود که به‌راحتی وارد رودخانه‌ها و زمین‌های زیرسطحی شده و منابع آبی را آلوده می‌سازد. این آلاینده‌ها یا با از بین بردن ارگانیسم‌ها (مانند پسماندهای صنعتی و حشره‌کش‌ها) یا کاهش مقادیر اکسیژن در آب با مسدود کردن نور خورشید (مانند مواد شوینده، روغن) عمل می‌کنند.

### دامداری و آبزی‌پروری
فضولات و ضایعات ناشی از دامداری و آبزی‌پروری نیز به‌عنوان منبع مهم آلودگی آب‌های سطحی و زیرزمینی شناخته می‌شوند. در استان‌هایی مانند استان گلستان، سالانه میلیون‌ها متر مکعب فاضلاب دام و طیور تولید شده که بدون مدیریت مناسب، وارد منابع آبی می‌شوند.

## عوامل تشدیدکننده آلودگی آب
- خشکسالی و کاهش منابع آب: با کاهش نزولات جوی و افت سطح آب، غلظت آلاینده‌ها در منابع آبی افزایش و امکان تصفیه طبیعی کاهش یافته است.
- ضعف ساختار قانونی و نظارتی: فقدان قوانین جامع، عدم شفافیت در اجرا و همراهی دستگاه‌های زیربط منجر به استمرار تخلفات شده است؛ به‌گونه‌ای که بررسی‌ها نشان می‌دهد آلودگی رودخانه‌ها و منابع زیرزمینی در وضعیت بحرانی قرار دارد.
- افزایش جمعیت و شهرنشینی: توسعه نامتناسب شهری بدون زیرساخت مناسب فاضلاب، مصرف بی‌رویه آب و تولید حجم بالایی از زباله، بر کیفیت منابع آبی تأثیر منفی گذاشته است.

## پیامدهای زیست‌محیطی و بهداشتی آلودگی آب
- کاهش کیفیت آب شرب: آلودگی مواد شیمیایی و میکروبی در منابع آبی خطرات جدی برای سلامت، به‌ویژه در جوامع روستایی به همراه دارد.[۱۰]
- تخریب اکوسیستم‌های آبی: رودخانه‌ها و تالاب‌ها به دلیل تخلیه پساب صنعتی، کشاورزی، و شهری به مهم‌ترین مسیرهای انتقال آلودگی تبدیل شده‌اند. این آلودگی شامل فلزات سنگین، مواد شیمیایی و سموم کشاورزی می‌باشد که موجب رشد بی‌رویه جلبک‌ها، کاهش اکسیژن، مرگ ماهیان و انواع آبزیان مرگ آبزیان و کاهش تنوع زیستی می‌گردد.[۱۱]